# Peace-Athabasca-Binnendelta

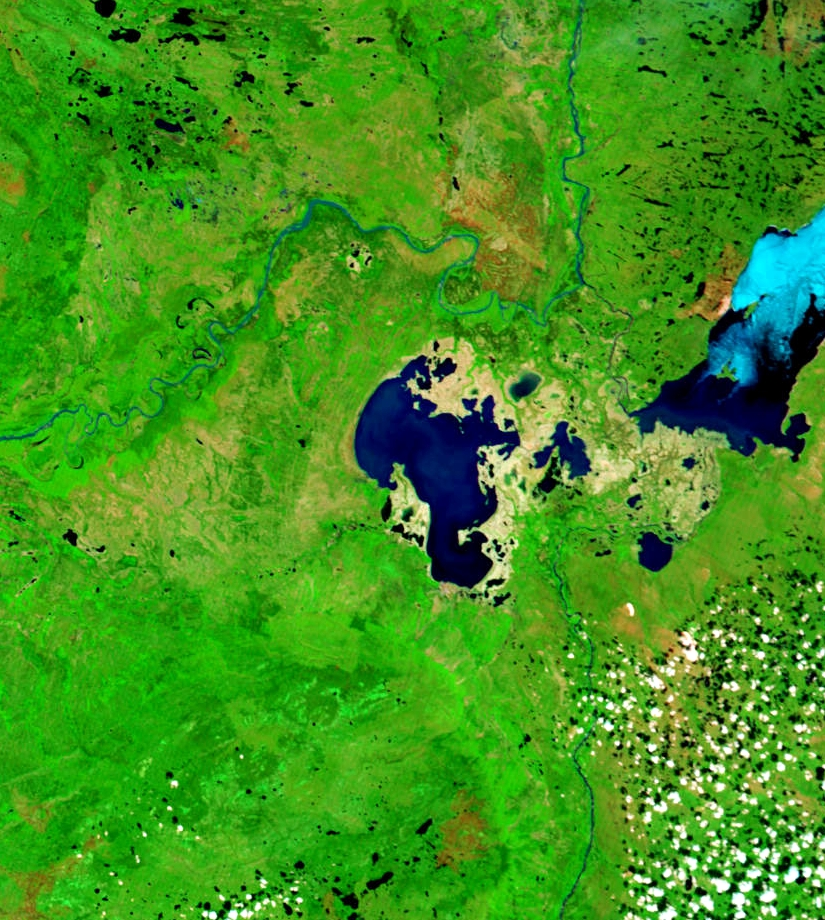
Das Sumpfgebiet liegt zwischen dem Peace River im Norden, dem Athabascasee im Osten, dem Athabasca River im Süden und dem Lake Claire im Westen

Das Peace-Athabasca-Binnendelta ist ein Süßwasser-Binnendelta im Nordosten der kanadischen Provinz Alberta. Es liegt zwischen dem Athabascasee und dem Lake Claire am Zusammenfluss vom Athabasca River mit dem Peace River zum Slave River. Mit einer Fläche von ca. 3900 m² ist es das größte boreale Delta der Welt.

## Fauna und Flora
Insgesamt sind  214 Vogelarten, 42 Säugetierarten und 20 Fischarten bekannt, die mindestens einen Teil ihres Lebens im Peace-Athabasca-Binnendelta verbringen.
Das Gebiet mit seinen Seen und den dazwischenliegenden Marschen und Schlammfeldern dient Wasservögeln als Nistplatz und Zugvögeln als Rastplatz. Jeden Herbst nutzen ca. eine Million Enten, Gänse und Schwäne diese Möglichkeit zum zwischenzeitlichen Ausruhen. Auch der gefährdete Schreikranich zählt dazu. 
Die Seen und Kanäle bieten Bibern und Bisamratten einen Lebensraum, während die daneben liegenden flachen Graswiesen ideale Bedingungen für mehrere Tausend Waldbisons und Elche bieten, die dort leben und Nahrung suchen. In den Bereichen des Deltas, die stärker bewaldet sind, leben unter anderem Marder, Luchse, Bären, Eichhörnchen, Wölfe, Kojoten, Otter, Wiesel, Nerze und Füchse.

## Schutz
Der größte Teil des Feuchtgebietes liegt im Wood-Buffalo-Nationalpark. Außerdem wurde in der Ramsar-Konvention vom 24. Mai 1982 die weltweite Bedeutung des größten borealen Deltas der Welt hervorgehoben.

## Der Einfluss des Bennett-Staudamms
Der in den späten 1960er Jahren von der BC Hydro am Oberlauf des Peace Rivers in British Columbia errichtete W.-A.-C.-Bennett-Staudamm führte zu Wasserschwankungen, die später durch die Errichtung von drei Wehren nahezu auf das Level vor der Errichtung des Staudamms gebracht werden konnten. 
Weiterhin gibt es Behauptungen, dass der Damm die jährlichen durch Eisdämme ausgelösten Springfluten reduziere, was jedoch nicht bewiesen werden konnte. Anhand der Untersuchung der Sedimente konnte man die Springfluten der letzten 300 Jahre nachweisen: Während es viele Springfluten Anfang des letzten Jahrhunderts gab, sank deren Zahl zur Mitte des vorigen Jahrhunderts (also vor dem Bau des Damms). Zwischen 1975 und 1995 gab es sogar gar keine Springfluten, während 1996 und 1997 wieder welche auftraten. Jedoch gab es bereits zwischen 1705 und 1786 sowie zwischen 1813 und 1839 keine Springfluten. Die angefertigten Studien über diesen Sachverhalt, bewiesen diese Behauptungen nicht. Sie stellten lediglich fest, dass es Anfang des vorigen Jahrhunderts eine Feuchtperiode gab, während die Trockenperiode Mitte des letzten Jahrhunderts war. Obwohl dieser Sachverhalt festgestellt wurde, konnte die Schuld des Dammes an dieser Entwicklung nicht bewiesen werden. Insgesamt verläuft die Entwicklung in Anbetracht auf den Klimawandel relativ gut. Auch über diesen Sachverhalt streiten sich die BC Hydro sowie die ortsansässigen Indianer in einem Prozess.

## Indigene Nutzung
Seit Jahrhunderten nutzen Indigene der Mikisew Cree, Athabasca Chipewyan und Fort Chipewyan Métis das Wasser, das Land und die Ressourcen des Deltas zum Überleben. Die traditionelle Nutzung durch sie wird immer noch weitergeführt, jedoch gibt es Sorgen bezüglich der ökologischen Gesundheit des Deltas.

## Gewässer

### Seen
Neben dem Lake Claire mit seinem Zufluss, dem Birch River, gibt es noch folgende Seen:
- Baril Lake
- Blanche Lake
- Flett Lake
- Four Forks Lake
- French Lake
- Galoot Lake
- Hilda Lake
- Jemis Lake
- Limon Lake
- Mamawi Lake
- Otter Lake
- Pair Lakes
- Pushup Lake
- Richardson Lake
- Welstead Lake

### Bäche und Flüsse
Neben dem den Athabascasee mit dem Ursprung des Slave Rivers verbinden Riviere Des Roche gibt es noch folgende Bäche und Flüsse:
- Alice Creek
- Baril River
- Bolton Creek
- Buckton Creek
- Carolyn Creek
- Chilloneys Creek
- Claire River
- Dempsey Creek
- Edra Creek
- Embarras River
- Frog Creek
- Horse Island Creek
- Mamawi Creek
- McIvor River
- Modere Creek
- Peel Creek
- Peltier Creek
- Powder Creek
- Revillon Coupe
- Sall River
- Scow Channel
- Steepbank River
- Swift Current Creek